# Темна печера
Темна (рос. Темная) — печера в Пермського краю Росії. Печера комплексного (горизонтально-вертикального) типу простягання. Загальна протяжність — 1200 м. Глибина печери становить 147 м. Категорія складності проходження ходів печери — 3А.